# Fly Me to the Moon...The Great American Songbook Volume V
Fly Me to the Moon…The Great American Songbook Volume V – dwudziesty siódmy studyjny album angielskiego piosenkarza rockowego Roda Stewarta. Płyta została wydana w 2010 roku przez wytwórnię płytową J Records.
W Polsce album uzyskał status platynowej płyty.

## Lista utworów
1. „That Old Black Magic"
2. „Beyond the Sea”
3. „I've Got You Under My Skin”
4. „What a Difference a Day Makes”
5. „I Get a Kick out of You”
6. „I've Got the World on a String”
7. „Love Me or Leave Me”
8. „My Foolish Heart”
9. „September in the Rain”
10. „Fly Me to the Moon”
11. „Sunny Side of the Street”
12. „Moon River”

### Wersja Deluxe
1. „Bye Bye Blackbird”
2. „All Of Me”
3. „She's Funny That Way”
4. „Cheek To Cheek”
5. „Ain't Misbehavin'”
6. „When I Fall In Love”

## Pozycje na listach
| Lista (2010)            | Peak Pozycja |
| ----------------------- | ------------ |
| Australian Albums Chart | 4            |
| Canadian Albums Chart   | 4            |
| German Albums Chart     | 24           |
| German Downloads Chart  | 14           |
| Hungarian Albums Chart  | 14           |
| Mexican Albums Chart    | 10           |